# Okręg Castellane
Okręg Castellane (fr. Arrondissement de Castellane) – okręg w południowo-wschodniej Francji. Populacja wynosi 8125.

## Podział administracyjny
W skład okręgu wchodzą następujące kantony:
- Allos-Colmars,
- Annot,
- Castellane,
- Entrevaux,
- Saint-André-les-Alpes.